# Monasterio del Santo Nombre
El Monasterio del Santo Nombre (en inglés: Holy Name Monastery) es un convento benedictino situado en Saint Leo, Florida, al sureste de los Estados Unidos.
En 1889 cinco hermanas fundaron el Convento y la Academia del Santo Nombre, en respuesta a una necesidad de los profesores de los hijos de los inmigrantes de la zona de San Antonio y St. Joseph del  Condado de Pasco, en el estado de la Florida. Las monjas también se hicieron cargo de la administración de otras escuelas de la zona, incluyendo la Escuela de San Antonio y la de San José. 